# エルモのクリスマス
『エルモのクリスマス』（Elmo Saves Christmas）は、1996年12月2日にアメリカのPBSで放送された特別番組である。日本ではNHK教育にて1997年12月23日の10時00分から10時55分（JST）まで放送された。2008年11月5日には『エルモ・セイヴズ・クリスマス』のタイトルでDVDが発売された。

## ストーリー
セサミストリートのみんながクリスマスの準備をしている間、クリスマス・イブが始まった。 エルモがサンタクロースに渡すクッキーのプレートを渡したが、彼はクッキーモンスターのクッキーを断った、それは本物のサンタのためのものであると伝えた。 ビッグバードは、クリスマスの翌日にセサミストリートへ戻る前、『シンシナティにいるおばあちゃんに会いに行く』とスナッフィー・スナッフルパガスに別れを告げる。 グローバーは皆にクリスマスツリーを売っていた。エルモはプレゼントを持ってきたマリアとルイスのそばを通りかかった。誰もがクリスマスツリーを飾ることになり、カウント伯爵はクリスマスの飾りとクリスマスツリーだけ1つずつ数えました。エルモはサンタクロースのためにクッキーを持って帰るが、床に伏せて倒れたのだ。
エルモは、サンタが煙突の途中で立ち往生することで目覚めるまで眠りに落ちた。サンタはエルモに助けを求め、エルモは『世界中の子供たちのためにもクリスマスを救おう!』と説明した。エルモがサンタを引き抜くと、2人は問題の原因を突き止めた。ライトニングという名前の密航した訓練中のトナカイだった。エルモに感謝するために、サンタは『特別なクリスマス・プレゼントを差し上げよう』と言った。プレゼントには、『ピンクのテディベア』と『魔法のスノードーム』があり、エルモは『魔法のスノードーム』を選び、サンタから『3つの願いを叶えてごらん』と言い、エルモは3つの願いを叶うために『お水一杯ちょうだい!』と願った。サンタは『何でも望むことができるが、他の2つは無駄にはするなよ？』と答えた。
クリスマスの日(12月25日)、元気一杯の皆の声にエルモは興奮し、毎日クリスマスになることを願っている。この2番目の願いはさらに悪い方向へ行っていた。まず、カーミットが『カーミットニュース』で、『クリスマスは明日です』と報告し、誰もがサンタが来ることに興奮していた。サンタはエルモに、『クリスマスは特別じゃないから、毎日はあり得ないよ』と説明する。訓練中のトナカイであるライトニングは、エルモをそりに乗せて未来へと導き、彼の願いの効果を確かめる。一方、ビッグバードはスナッフィーがまだいなくて、修理屋さんが毎日休業で、サンタのエルフが数か月間も休めず、他の全休日、特にイースターと7月4日、全く来なかった。 しかし、オスカー・ザ・グラウチは、古い包装紙に囲まれ、クリスマスツリーがすり減っていることを楽しんでいて、誰もが彼と同じように不機嫌で惨めだった。
来年のクリスマスまでに、エルモとライトニングはセサミストリートが閉鎖されているのが見つかった。毎日クリスマスの365日すべてを数えた後、カウント伯爵は「全部クリスマスになりました!」、キャロラーは声を失い、クリスマスツリーは絶滅危惧種になった。ビッグバードは居なくなったスナッフィーを探しており、すべての店舗（修理屋さんを含む）は完全に閉鎖、サンタはサンタの仕事をやめてフロリダ州に引っ越すとした。エルモは、誰かが願いを持っていれば、クリスマスを元通りにすることができると考えた。エルモは皆に本当の事を伝え、サンタの願いを取り消そうとするが、オスカーはエルモにローラーブレードを求めており、誰もがエルモに全ての問題を解決してもらいたいと思っている。エルモは受け入れ、願いが叶う前に、地球を『落下・破壊』を行うまで地球を振って願い事をする。ルイスは『まだクリスマスだ』と気づき、ビッグバードは再びスナッフィーを取り逃がし、悲しみの別れで、皆も辛い思いをした。すべての希望が失われ、エルモとライトニングは、エルモが初めてサンタを煙突から引き抜いたクリスマスイブの夜に戻ることにした。ライトニングはこの考えに同意し、サンタを煙突から再び引き出した後、エルモは牛とウサギの十字架であるぬいぐるみのムーバニーを選んだ。
すると、スナッフィーが現れ、シンシナティまで行く代わりに、『おばあちゃんがセサミストリートにやってきたよ!』と言った。クリスマスが通常に戻ったことを誰もが喜んでおり、大きなクリスマスツリーの周りで一緒になる。その後、エルモは、『クリスマスは毎日じゃないけど、誰でもクリスマスを一年中すごせる事できると思う』と語った。

## 出演者
| マペット                                                              | 担当俳優                   | テレビ放映版 | DVD版          |
| --------------------------------------------------------------------- | -------------------------- | ------------ | -------------- |
| エルモ                                                                | ケビン・クラッシュ         | 三ツ矢雄二   | 松本健太       |
| ライトニング                                                          | ジョーイ・マッツァリーノ   | 長嶋雄一     | 阪口大助       |
| ビッグバード                                                          | キャロル・スピニー         | 水島裕       | 鶴岡聡         |
| オスカー・ザ・グラウチ                                                | キャロル・スピニー         | 江原正士     | 河相智哉       |
| クッキーモンスター                                                    | フランク・オズ             | 江原正士     | 菊池慧         |
| グローバー                                                            | フランク・オズ             | 玄田哲章     | 西脇保         |
| カーミット                                                            | スティーヴ・ホイットマイア | 大塚芳忠     | 西脇保         |
| ゾーイ                                                                | フラン・フリル             | 久川綾       | 玉川紗己子     |
| ロジータ                                                              | カルメン・オスバー         | 小宮和枝     | 滝沢ロコ       |
| ジョンソン（英語版） サイモン（テレビ放映版） ファットブルー（DVD版） | ジェリー・ネルソン         | 長嶋雄一     | 川津泰彦       |
| カウント伯爵                                                          | ジェリー・ネルソン         | 江原正士     | 伊丸岡篤       |
| ベニー・ラビット                                                      |                            | 江原正士     | こぶしのぶゆき |
| ベビー・ベア                                                          | デヴィッド・ラッドマン     | 高木渉       | こぶしのぶゆき |
| スナッフィー                                                          | マーティン・ロビンソン     | 江原正士     | 岩尾万太郎     |
| テリー                                                                | マーティン・ロビンソン     | 玄田哲章     | 魚建           |
| 登場人物                                                              | 担当俳優                   | テレビ放映版 | DVD版          |
| ルイス・ロドリゲス                                                    | エミリオ・デルガード       |              |                |
| マリア・ロドリゲス                                                    | ソニア・マンザーノ         |              | 赤池裕美子     |
| ボブ                                                                  | ボブ・マグラス             |              |                |
| ゴードン                                                              | ロスコー・オーマン         | 玄田哲章     |                |
| ハンフォード                                                          | デイビッド・スマイル       |              |                |
| カルロ                                                                | カルロ・アルバン           | 長嶋雄一     |                |
| ギャビー・ロドリゲス                                                  | デジレー・カサード         |              |                |
| ジーナ                                                                | アリソン・バートレット     | 榊原良子     |                |
| マヤ・アンジェロウ                                                    | マヤ・アンジェロウ         | 野沢雅子     | 滝沢ロコ       |
| サンタクロース                                                        | チャールズ・ダーニング     | 小林修       | 島香裕         |
| イースター・バニー                                                    | ハーベイ・ファイアスタイン | 辻村真人     |                |
| 14カラットソウル                                                      | 14カラットソウル           | 原語流用     | 原語流用       |

| 日本語吹替スタッフ | テレビ放映版                                   | DVD版                                  |
| ------------------ | ---------------------------------------------- | -------------------------------------- |
| 吹替翻訳           | 野口尊子                                       | 村上美智子                             |
| 字幕翻訳           | 野口尊子                                       | 不明                                   |
| 吹替演出           | 不明                                           | 簑浦良平                               |
| 吹替制作           | 東北新社、NHK                                  | 株式会社ウィーヴ、ACクリエイト株式会社 |
| 初回放送           | 1997年12月23日 NHK教育 火曜10時00分 - 10時55分 | なし                                   |
| 発売日             | なし                                           | 2008年11月5日 DVD(日本コロムビア)      |

## NHK放送時にカットされたシーン
※NHK放送時、尺関係で一部のシーンがカットされたことがある。5秒間のタイトルカードとエンドカードが挿入されていた（帽子をかぶったエルモが静止画で表示された）。日本コロムビア版では55分27秒のノーカットで収録されている。どのシーンがカットされたかは不明のため、加筆を求める。
- 20秒? 25秒? - 詳細不明。
- 17秒 - ルイスがドアに「OUT OF BUSINESS」という看板をトンカチで止める。そこでバートとアーニーが歩いていく。